# Rumunsko na Letních olympijských hrách 1996
Rumunsko se účastnilo Letní olympiády 1996. Zastupovalo ho 165 sportovců (98 mužů a 67 žen) v 18 sportech.

## Medailisté
| Medaile | Jméno | Sport                | Soutěž                                   |
| ------- | --- | -------------------- | ---------------------------------------- |
| Zlato   | Laura Badeaová | Šerm                 | Ženy fleret                              |
| Zlato   | Simona Amanarová | Sportovní gymnastika | Ženy přeskok                             |
| Zlato   | Constanța Burcică-Pipota Camelia Macoviciuc                                                                                            | Veslování            | Ženy dvojka bez kormidelníka lehkých vah |
| Zlato   | Vera Cochelea Liliana Gafencuová Elena Georgescu Doina Ignat Elisabeta Lipăová Ioana Olteanu Mărioara Popescu Doina Spircu Anca Tănase | Veslování            | Ženy osmiveslice                         |
| Stříbro | Gabriela Szabóová | Atletika             | Ženy 1 500 m                             |
| Stříbro | Antonel Borsan Marcel Glavan | Kanoistika           | Muži C2 1 000 m                          |
| Stříbro | Laura Badeaová Roxana Scarlatová Reka Szabo                                                                                            | Šerm                 | Družstvo žen - fleret                    |
| Stříbro | Marius Urzică | Sportovní gymnastika | Muži kůň našíř                           |
| Stříbro | Dan Burincă | Sportovní gymnastika | Muži kruhy                               |
| Stříbro | Gina Gogeanová | Sportovní gymnastika | Ženy víceboj – jednotlivci               |
| Stříbro | Simona Amanarová | Sportovní gymnastika | Ženy prostná                             |
| Bronz   | Leonard Doroftei | Box                  | Muži 60 kg                               |
| Bronz   | Marian Simion | Box                  | Muži 67 kg                               |
| Bronz   | Gheorghe Andriev Grigore Obreja | Kanoistika           | Muži C2 500 m                            |
| Bronz   | Simona Amanarová | Sportovní gymnastika | Ženy víceboj – jednotlivci               |
| Bronz   | Lavinia Miloșoviciová | Sportovní gymnastika | Ženy víceboj – jednotlivci               |
| Bronz   | Gina Gogeanová | Sportovní gymnastika | Ženy přeskok                             |
| Bronz   | Gina Gogeanová | Sportovní gymnastika | Ženy kladina                             |
| Bronz   | Simona Amanarová Gina Gogeanová Ionela Loaieș Alexandra Marinescu Lavinia Miloșoviciová Mirela Țugurlan                                | Sportovní gymnastika | Družstvo žen                             |
| Bronz   | Nicu Vlad | Vzpírání             | Muži do 108 kg                           |